# Филип Хуго фон Мандершайд-Кайл
Филип Хуго фон Мандершайд-Кайл (на немски: Philipp Hugo Graf von Manderscheid-Kail und Falkenstein; * 1676; † пр. 20 май 1720) е граф на Мандершайд, господар в Кайл и Фалкенщайн в Рейнланд-Пфалц.

## Произход и наследство
Той е син (11-о от 12 деца) на граф Херман Франц Карл фон Мандершайд-Кайл († 1686) и съпругата му вилд и рейнграфиня Мария Агата фон Кирбург (1641 – 1691), дъщеря на граф и вилд-рейнграф Георг Фридрих фон Салм-Кирбург (1611 – 1681) и графиня Анна Елизабет фон Щолберг-Ортенберг (1611 – 1671), дъщеря на граф и вилд-рейнграф Георг Фридрих фон Салм-Кирбург (1611 – 1681) и графиня Анна Елизабет фон Щолберг-Ортенберг (1611 – 1671). Най-малкият му брат е Волфганг Хайнрих Вилхелм фон Мандершайд-Кайл (* 29 юни 1678; † 17 юли 1742).
Филип Хуго умира бездетен на 44 години през 1720 г. През 1742 г., след смъртта на последния бездетен граф, брат му Волфганг Хайнрих, водният дворец в Кайл отива на род „Мандершайд-Бланкенхайм“. Водният дворец е разрушен в началото на 19 век.

## Фамилия
Филип Хуго се жени на 19 март 1719 г. в Алденховен за принцеса Елеонора Фердинанда фон Турн и Таксис (* пр. 18 септември 1685, Брюксел; † 22 декември 1721, Аахен), дъщеря на 1. княз Евгений Александер фон Турн и Таксис (1652 – 1714) и Анна Аделхайд фон Фюрстенберг-Хайлегенберг (1659 – 1701). Бракът е бездетен.